# Кулешовка (Липецький район)
Кулешовка (рос. Кулешовка) — присілок у Липецькому районі Липецької області Російської Федерації.
Населення становить 351  особу. Належить до муніципального утворення Косирьовська сільрада.

## Історія
З 13 червня 1934 до 1954 року у складі Воронезької області. Відтак входить до складу Липецької області.
Згідно із законом від 2 липня 2004 року №114-оз органом місцевого самоврядування є Косирьовська сільрада.

## Населення
| 2010 | 2012 |
| ---- | ---- |
| 276  | ↗351 |